# Giorgio Ursi
Giorgio Ursi (Doberdò del Lago, 1 de setembre de 1942 - Gorizia, 8 d'octubre de 1982) va ser un ciclista Italià que va córrer durant els anys 60 del segle xx. Es dedicà al ciclisme en pista. Tot i ser italìà era la família era d'origen eslovè, cosa que feia que fos també conegut com a Jurij Uršič.
El 1964 va prendre part en els Jocs Olímpics de Tòquio, en què guanyà una medalla de plata en la prova de persecució individual, per darrere Jiří Daler i per davant de Preben Isaksson.